# Croce per anzianità di servizio militare
La croce per anzianità di servizio militare è una medaglia di anzianità del Regno d'Italia passata poi alla Repubblica Italiana.
Essa sostituì, all'inizio del nuovo secolo, gli ormai obsoleti galloni di foggia piemontese delle uniformi umbertine, standardizzando le decorazioni su scala maggiore, di pari passo con l'evolversi delle divise.

## Regno
La croce di anzianità di servizio fu introdotta nel 1900 per distinguere, con uno speciale segno onorifico, i militari di ogni grado che si erano resi benemeriti per lunghi e lodevoli servizi prestati nell'Esercito e nell'Armata.

### Criteri di eleggibilità
Si tratta di una medaglia per anzianità e in quanto tale viene concessa semplicemente in riconoscimento degli anni di permanenza in servizio.
Inizialmente era distinta in tre gradi, ma nel 1912 ne fu aggiunto un quarto:
- croce d'argento per i militari di truppa che avevano prestato 16 anni di servizio;
- croce d'argento sormontata da corona reale per i militari di truppa che avevano prestato 25 anni di servizio attivo, aggiunta nel 1912[2];
- croce d'oro per gli ufficiali che avevano prestato 25 anni di servizio attivo
- croce d'oro sormontata dalla corona reale per gli ufficiali che avevano prestato 40 anni di servizio attivo.

### Insegne
La medaglia è costituita da una croce maltese in oro o argento, avente in centro un disco riportante sul diritto il monogramma coronato di Vittorio Emanuele III e sul retro, in numeri romani, gli anni di servizio.
Le croci coronate sono sormontate dalla corona reale d'Italia in argento od oro a seconda della classe.
La croce si appendeva al petto con un nastro di seta verde, tramezzato da una linea bianca in palo.
Il provvedimento istitutivo, che non consentiva di portare il nastro senza la medaglia, fu modificato con il Regio Decreto n. 470 del 1906 che invece dava facoltà di portare il solo nastrino.
Sul nastrino, una coroncina d'oro o d'argento del diametro di 6 mm distingueva le croci con corona.
| Nastrini                                             |                                                                       |                                     |                                                      |
| Croce d'argento per sottufficiali e truppa (16 anni) | Croce d'argento con Corona Reale per sottufficiali e truppa (25 anni) | Croce d'Oro per ufficiali (25 anni) | Croce d'Oro con Corona Reale per ufficiali (40 anni) |

## Repubblica italiana

### Adeguamento della normativa
La normativa rimase in vigore anche dopo la caduta della monarchia e la nascita della Repubblica italiana.
La prima versione "repubblicana" della medaglia fu definita ufficialmente solo nel 1953 quando il monogramma da reale "VE" fu sostituito con il repubblicano "RI" e le corone sopra le croci eliminate e rimpiazzate con una stelletta sul nastro.
Con la riforma del 1966 si stabilì che la croce per anzianità di servizio fosse conferita agli ufficiali, ai sottufficiali e ai militari di truppa dell'Esercito, della Marina e dell'Aeronautica ed avesse i seguenti gradi:
- ufficiali e sottufficiali:
  - 40 anni di servizio: croce d'oro con stelletta;
  - 25 anni di servizio: croce d'oro;
  - 16 anni di servizio: croce d'argento;
- militari di truppa:
  - 25 anni di servizio: croce d'argento con stelletta;
  - 16 anni di servizio: croce d'argento.

### Insegne
La medaglia è costituita da una croce maltese larga 32 millimetri, in oro o argento a seconda della classe, con al centro un disco riportante sul diritto il monogramma della Repubblica italiana e sul retro gli anni di servizio in numeri romani.
Il nastro è largo 37 millimetri, di colore verde con una striscia bianca nel mezzo.
Su di esso, quando previsto dalla classe della medaglia, va apposta una stelletta larga 6 millimetri dello stesso metallo della croce.
Nel 1972 fu introdotta una corona turrita in oro, alta 4 millimetri e larga 4 millimetri alla base e 6 millimetri nella parte superiore, da apporre sul nastrino della Croce d'oro per ufficiali e sottufficiali con 25 anni di servizio.
| Nastrini                                                                                   |                                                                                 |                                                                    |                                                                                  |
| Croce d'argento per ufficiali, sottufficiali e militari di truppa con 16 anni di servizio. | Croce d'argento con stelletta per i militari di truppa con 25 anni di servizio. | Croce d'oro per ufficiali e sottufficiali con 25 anni di servizio. | Croce d'oro con stelletta per ufficiali e sottufficiali con 40 anni di servizio. |

### Riforma del 2010
Con il D.lgs. n. 66 del 2010 tutta la normativa in essere è stata abrogata (art. 2268) ed assorbita (art. 1464) negli articoli 857 e 858 del Regolamento senza modifiche sostanziali.
Se non è espressamente previsto l'uso delle insegne metalliche, i militari possono portare i nastrini senza le rispettive medaglie o croci.
| Nastrini                                                                                             |                                                                                          |                                                                    |                                                                                  |
| Croce d'argento per ufficiali, sottufficiali, graduati e militari di truppa con 16 anni di servizio. | Croce d'argento con stelletta per graduati e militari di truppa con 25 anni di servizio. | Croce d'oro per ufficiali e sottufficiali con 25 anni di servizio. | Croce d'oro con stelletta per ufficiali e sottufficiali con 40 anni di servizio. |